# Phytelephas
Genre
Synonymes
Palandra
Classification phylogénétique
Phytelephas est un genre de la famille des Arecaceae qui regroupe des espèces de palmiers originaires d'Amérique du Sud et d'Amérique centrale.
Les espèces de ce genre s'appellent palmier à ivoire car lorsque leur graine se durcit, elle devient ce qu'on appelle de l'ivoire végétal, aussi appelé tagua ou corozo.

## Étymologie
Le terme phytelephas dérive du grec ancien  φυτόν, phutón phyto- « végétal » et  ἐλέφας, eléphas « éléphant, ivoire ».

## Distribution
Ces six espèces de palmiers à ivoire sont distribuées du centre du Panama au sud-ouest de l'Équateur, dans le bassin du Rio Magdalena  en Colombie et dans les régions amazoniennes occidentales de Colombie et Bolivie.

## Principales espèces
- Phytelephas aequatorialis Spruce - Palmier à ivoire de l'Équateur
- Phytelephas macrocarpa Ruiz et Pav - Palmier à ivoire à gros fruits; il produit l'ivoire végétal le plus apprécié[2]
- Phytelephas schottii H. Wendl - considéré précédemment comme une sous-espèce de Phytelephas macrocarpa
- Phytelephas seemannii O.F.Cook - Palmier à ivoire de Colombie
- Phytelephas tenuicaulis (Bardfod) A.Hendl - considéré précédemment comme une sous-espèce de Phytelephas macrocarpa
- Phytelephas tumacana Cook & Wash